# Hyatt Regency Times Square
Crowne Plaza Hotel Times Square visto do 1251 Avenue of the Americas
Crowne Plaza Hotel Times Square (ou Crowne Plaza Hotel New York e também 1605 Broadway) é um arranha-céu. Possui 146 m (480 ft) de altura. Edificado na cidade de Nova Iorque, Estados Unidos, foi concluído em 1989 com 46 andares.